# Janos (Chihuahua)
Janos é um município do estado de Chihuahua, no México.